# Arabella Jeffereyes
Arabella Jeffereyes (vers 1734 - vers 1810) est une propriétaire foncière et un socialiste radicale irlandaise.

## Biographie

### Jeunesse
Arabella Jeffereyes est née Arabella Fitzgibbon vers 1734. Elle est la fille aînée de John et Elinor Fitzgibbon (née Grove). Elle a deux sœurs et quatre frères, son plus jeune frère - John FitzGibbon - devenant le comte de Clare et le lord chancelier d'Irlande. Jeffereyes est probablement née à Sidbury, Devonshire, avant que sa famille ne déménage à Limerick. Le 5 juin 1762, elle épouse James St John Jeffereyes, un propriétaire terrien qui possède de vastes terres dont le château de Blarney,,. Le couple a un fils et quatre filles, Marianne (morte le 14 février 1849), Albinia Jane, Emilia Jefferyes (morte en 1836), George Charles (mort en 1841) et Anne.

### Carrière
Jeffereyes se positionne comme l'une des figures de proue de la société et de la politique de Cork, d'autant plus après la mort de son mari en septembre 1780. Elle a des sympathies politiques inconstantes, notamment en soutenant les Rightboys dans le comté de Cork à la fin des années 1780, leur permettant de se rencontrer sur son domaine. Elle écrit des lettres aux membres des clergés catholique et protestant les appelant à cesser d'oppresser les gens. Beaucoup de ses activités l'amènent à être réprimandée par son frère, John FitzGibbon. En raison de son traitement aimable envers ses locataires, elle est connue sous le nom de "Lady" Jeffereyes, tentant de fixer la dîme de l'Église d'Irlande sur ses propriétés organisant des marches sur les églises et tentant sans succès d'organiser le drainage d'un lac près du château de Blarney. Elle est considérée comme excentrique par ses pairs, il est dit qu'elle permet aux veuves de vivre sans loyer jusqu'à ce que leur fils aîné soit majeur. Elle ne va pourtant pas jusqu'à sympathiser avec les criminels : elle est victime d'un vol sur route à Londres le 5 juin 1784, au cours duquel une épingle en diamant a été volée. Elle témoigne au procès de Robert Moore le 7 juillet, il a été reconnu coupable et condamné à mort.
Elle se considère comme une protectrice des arts, finançant l'actrice anglaise Frances Abington. Elle défend l'artiste James Dowling Herbert, même lorsqu'il envisage d'abandonner la peinture pour le théâtre, elle lui trouve un poste dans une compagnie de théâtre de Londres. Malgré la fortune que son mari lui a léguée, Jeffereyes éprouve des difficultés financières et, en 1790, elle est menacée d'expulsion d'une maison qu'elle loue et n'est sauvée de cette situation que par son frère, qui voulait éviter toute gêne. Plus tard la même année, elle tente d'obtenir le poste d'adjudant général pour son gendre, le colonel Stephen Freemantle, mais le roi George III refuse.
Son fils, George Charles, épouse Anne, la fille de David La Touche. Elle organise le mariage de sa fille Emily avec Richard Butler, 1er comte de Glengall, après avoir dépensé beaucoup d'argent pour l'organiser, y compris le sauvetage de Butler d'une vie de pauvreté en France. Sa fille aînée, Marianne ou Mary Anne, épouse George Nugent, 7e comte de Westmeath en 1784, mais ce mariage se termine par un divorce. Malgré le remariage de Marianne, Jeffereyes continue de revendiquer Nugent comme son gendre.
Dans les années 1790, elle rompt avec son frère après une querelle sur des terres. Le fils de Jeffereyes vend une propriété à FitzGibbon mais regrette plus tard la vente et Jeffereyes se range du côté de son fils contre son frère. À la mort de FitzGibbon en 1802, il la déshérite, dénonçant son caractère corrompu et malhonnête. Elle se trouve alors dans des difficultés financières croissantes et fait appel au château pour une pension en 1807, affirmant qu'elle avait sauvé Clare d'une foule en 1795 alors qu'elle était déguisée en femme de chambre. L'histoire est exagérée mais véridique, elle est cependant discrètement ignorée.

### Fin de vie
Elle intente une action en justice contre son fils et un autre homme, David Foley, en 1810, les accusant de chantage et de diffamation. La co-demanderesse, Sophia, comtesse douairière d'Annesley est représentée par Sir Jonah Barrington (en). Il est dit que Sophia a déclaré que Jeffereyes aurait assassinée deux patients à l'hôpital de Simpson en les empoisonnant et qu'elle aurait organisée le meurtre d'un autre homme pour couvrir le crime précédent. Un arrangement est conclu à l'amiable et l'affaire est classée. Au cours de ses dernières années, elle succombe peut-être à la sénilité ou à la folie, la date de son décès est inconnue.
Jeffereyes est mentionnée dans la chanson de Richard Alfred Milliken The groves of Blarney qui la loue comme « Lady Jeffreys qui possède cette station / Comme Alexandre ou la belle reine Hélène / Il n'y a pas de commandant à travers le pays / dont l'émulation est comparable ». Ces vers absurdes sont interprétés comme montrant Jeffereyes en personne anti-établissement et une radical cachée.